# Septvaux
Septvaux település Franciaországban, Aisne megyében. Lakosainak száma 179 fő (2022. január 1.). Septvaux Barisis-aux-Bois, Fresnes-sous-Coucy, Prémontré és Saint-Gobain községekkel határos.

## Népesség
A település népessége az elmúlt években az alábbi módon változott:
| Lakosok száma | 200  | 161  | 183  | 204  | 163  | 165  | 179  | 181  | 179  | 179  |
|               | 1968 | 1982 | 1990 | 2006 | 2013 | 2015 | 2017 | 2019 | 2020 | 2022 |